# Warpanker
Ein Warpanker (auch: Schleppanker, Wurfanker oder kurz Warp) ist ein im Verhältnis zur Schiffsgröße kleiner Anker zum Verholen des Schiffs. Der Begriff Warp oder Warpanker leitet sich vom mittelniederdeutschen warp zu werpen (werfen) ab.
Der Warpanker wird mit einem Beiboot in die Richtung ausgebracht, in die das Schiff bewegt werden soll. Anschließend kann das Schiff durch Einholen der Ankerleine, die beim Warpanker als Warpleine bezeichnet wird, fortbewegt werden. Das Einholen erfolgt auf Schiffen und größeren Booten mittels Ankerwinde. Voraussetzung ist eine entsprechend geringe Wassertiefe und ein ankerfähiger Grund, also zumeist der küstennahe Bereich. Gegenüber dem Schleppen durch ein Beiboot besteht der Vorteil, dass mit großer Kraft auch gegen starke Strömung oder heftigen Wind verholt werden kann.
Zum Verholen über größere Strecken wird mit zwei Warpankern im Wechsel gearbeitet: Wenn das Schiff nahe an den ersten Warpanker bewegt worden ist, wird der zweite in größerer Entfernung vom Schiff ausgebracht. Beim Ausbrechen des ersten Ankers aus dem Grund wird das Schiff dadurch noch vom zweiten gehalten, mit dem es dann weiter verholt wird. Bei Annäherung an den zweiten Anker wird wieder der erste Anker fallengelassen usw.
Das Verfahren war besonders bei motorlosen Segelschiffen gebräuchlich und wurde zur Zeit der Segel-Kriegsschiffe auch verwendet, um bei ungünstigem Wind ein gegnerisches Schiff auszumanövrieren. Beispielsweise entkam die Constitution am 17. Juli 1812 bei Egg Harbor während einer Flaute durch den Einsatz von Warpankern (engl.: kedging) ihren Verfolgern.
Da es heute kaum noch größere motorlose Segelschiffe gibt, ist das Verfahren nur noch selten erforderlich.
Ein Beispiel für das Warpen auf modernen Segelbooten stellt ein spezielles Ablegemanöver bei starkem auflandigem Wind dar, das bei wenig Abstand zu den Nachbarliegern an der Pier angewendet werden kann: Die Festmacherleinen werden auf Slip gelegt; mittels Beiboot wird ein Anker ausgebracht, an dem unter Fieren der Festmacherleinen von der Pier weggewarpt wird, bevor der Anker bei laufendem Motor (oder, falls der nicht vorhanden ist, unter gesetzten Segeln) geborgen wird. Das Manöver wird wegen des – im Vergleich zum Manöver Eindampfen in die Vorspring – großen Aufwandes kaum verwendet.